# Jango Edwards

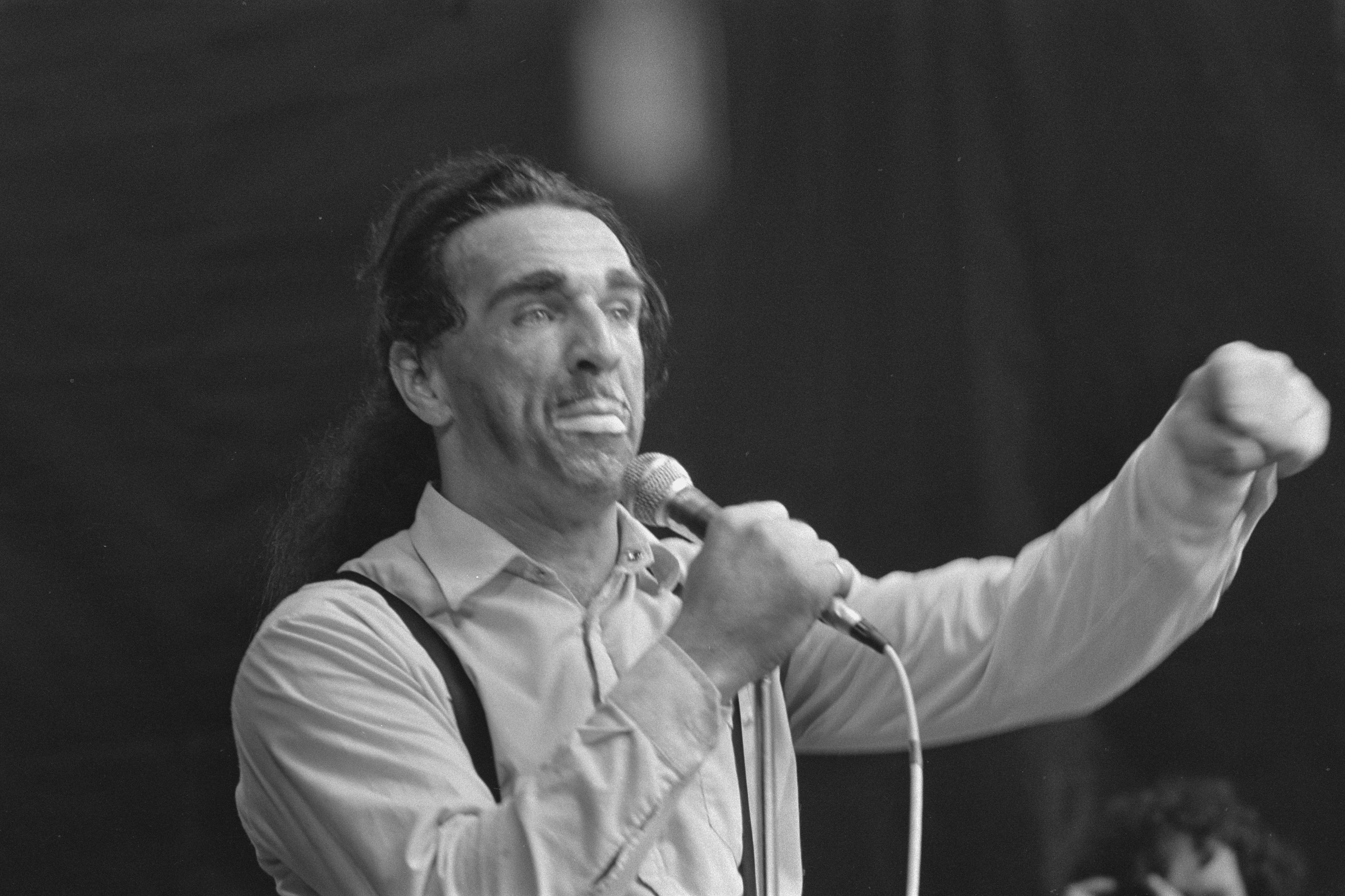
Jango Edwards (1984)

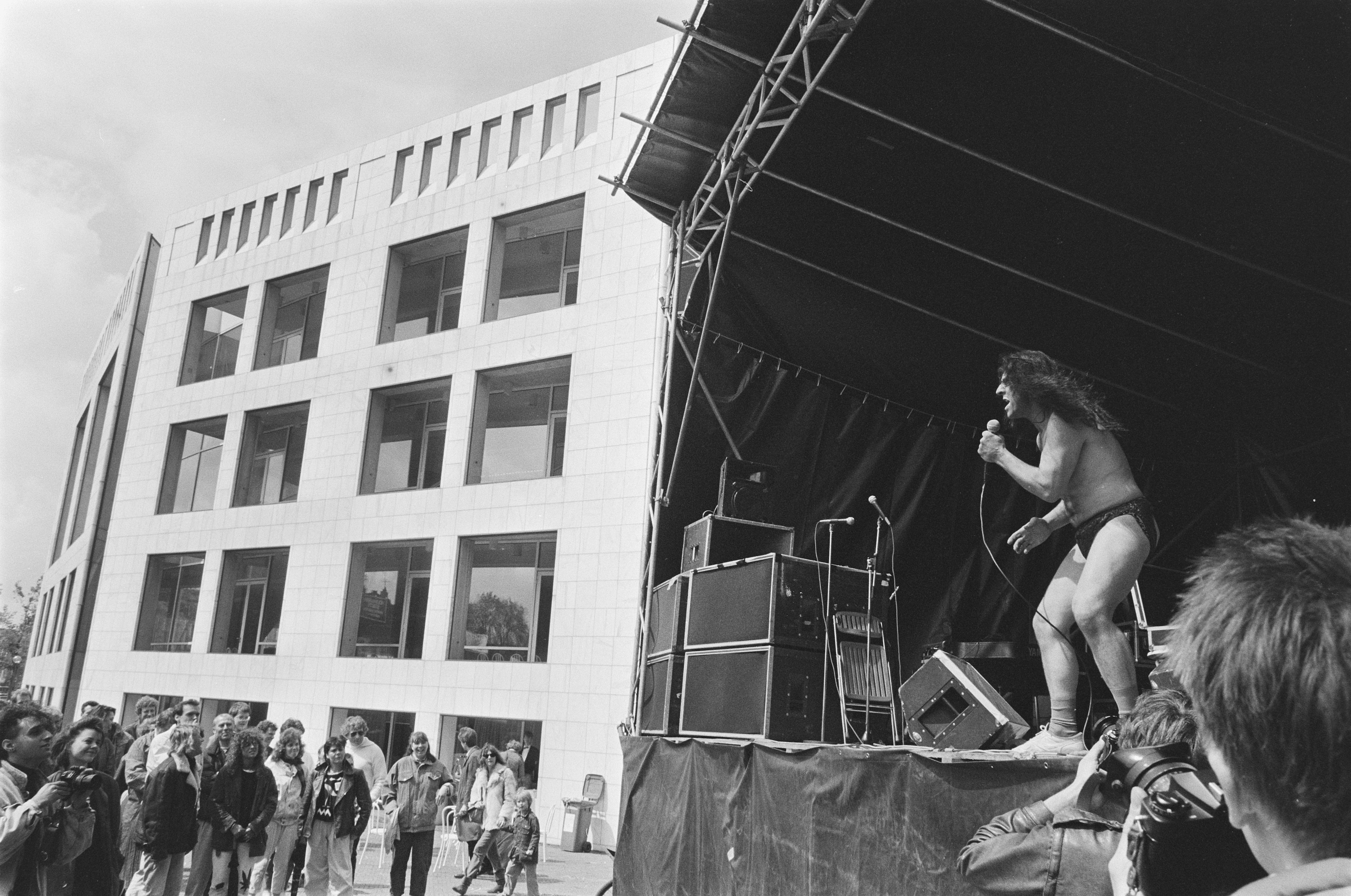
Jango Edwards in Amsterdam, 1987

Stanley Ted (Jango) Edwards (Detroit (Michigan), 15 april 1950 – Barcelona, 4 augustus 2023) was een Amerikaanse clown en entertainer die bijna zijn hele carrière in Europa heeft doorgebracht, voornamelijk in Frankrijk, Spanje, Nederland en Groot-Brittannië.
Zijn shows zijn te omschrijven als onemanshows in de Europese cabaret-stijl, waarin hij een traditionele clownsact combineert met anti-establishment uitingen. Met zijn charismatische uitstraling slaagde hij erin een sterke band met zijn publiek te creëren.
Edwards groeide op in Detroit, Michigan, waar zijn ouders een succesvol hoveniersbedrijf hadden. Toen aan het eind van de jaren zestig rellen uitbraken in Detroit verdiepte hij zich in politiek, filosofie en religie. Nadat hij voor de derde keer naar Europa was gereisd besloot hij zijn bezittingen in de Verenigde Staten op te geven om in Europa een cabaretstudie te volgen. In Londen ging hij optreden als straatmuzikant.
Toen hij in 1975 begon, werd hij bekend als een van de initiators en artiesten van het International Festival of Fools, een festival van alternatieve komedie en straattheater dat werd gehouden door de hele binnenstad van Amsterdam. Tezamen met zijn begeleidingsgroep de Friends Road Show maakte hij vele shows op allerlei plekken in Nederland. Hij verwierf daarmee de waardering van veel liefhebbers en bleef een vaste schare fans trekken. 
Vanaf de jaren tachtig verbleef Edwards veel in Frankrijk, waar zijn stijl van spelen eveneens werd gewaardeerd. Hij trad er regelmatig op in het Parijse Pigalle. Rond de eeuwwisseling was hij vaak te zien in Barcelona en Cannes, waar hij samen met Peter Ercolano een workshop voor clowns opzette. In Barcelona begon hij in 2009 een instituut voor de new clown.
Edwards overleed op 73-jarige leeftijd in zijn huis in Barcelona in zijn slaap aan de gevolgen van kanker.

## Publicaties
In 2004 bracht hij een compilatie van zijn optredens op dvd uit: Jango Edwards: The Bust of Jango.
Edwards heeft vijf albums uitgebracht:
- Live at the Melkweg (Milky Way records, lp, 1978)
- Clown Power (Ariola, lp, 1980) (beperkte uitgave van 3000 exemplaren met elk een andere hoes)
- Live in Europe (Polydor, lp, 1980)
- Holey Moley (Silenz, cd, 1991)

Daarnaast zijn er twee boeken van hem verschenen:
- Jango Edwards (geschreven in het Engels en met een Duitstalige omslag)
- I laugh you (Rostrum Haarlem, 1984)